# Orden de la Corona de Hierro de Austria

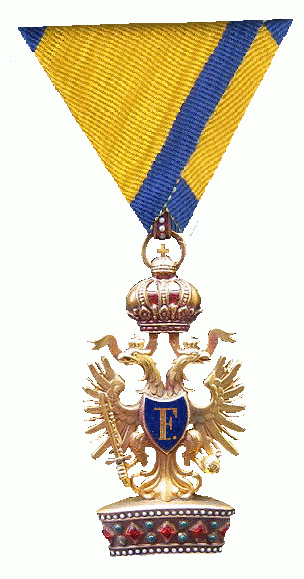
Medalla de la Orden.

La Orden Imperial de la Corona de Hierro (en alemán: Kaiserlicher Orden der Eisernen Krone; en italiano: Ordine imperiale della Corona ferrea) era una de las órdenes de caballería más distinguidlas del Imperio austríaco y después del Imperio austro-húngaro.  Fue establecida en 1816 por Francisco I de Austria para el recién creado Reino de Lombardía-Venecia, parte del Imperio austríaco. La predecesora inmediata de esta orden había sido la orden del mismo nombre  correspondiente al Reino de Italia, creada por Napoleón Bonaparte.

## Historia
Francisco I de Austria creó la orden el 1 de enero de 1816 con objeto de poder premiar de forma particular a aquellos súbditos que se distinguieran por sus acciones en relación con el Reino lombardo véneto. El lema de la orden consistía en la divisa: Avita et Aucta (que en latín significa aproximadamente: heredada y aumentada)

## Organización
En el momento de su fundación en 1816, la orden se componía de tres clases:
- Caballero de primera clase.
- Caballero de segunda clase.
- Caballero de tercera clase.

En los tres grados estos serán denominados caballeros de la orden de la Corona de Hierro. Las tres clases de la orden concedían la nobleza austríaca mediante la admisión de los caballeros al grado de caballero (Ritter). En principio la orden estaba limitada a veinte caballeros de primera clase, treinta de segunda clase y cincuenta de tercera clase, sin estar incluidos en el cómputo los miembros de la casa imperial que recibieran la orden.
El 12 de enero de 1860, Francisco José I reformó la orden añadiendo para cada una de las clases la especialidad "de guerra". De esta forma las clases de la orden fueron las siguientes:
- Caballero de primera clase.
  - Caballero de primera clase (de guerra).
- Caballero de segunda clase.
  - Caballero de segunda clase (de guerra).
- Caballero de tercera clase.
  - Caballero de tercera clase (de guerra).

## Insignia
Según el decreto de creación de la orden, la insignia consistía en:
La Corona de Hierro sobre la cual se encuentra el Águila Imperial austríaca bicéfala y coronada, que lleva en el pecho un escudo esmaltado de azul claro, portando en el anverso la letra F en oro y en el reverso el año 1815.
La cinta de la orden era de color amarillo-dorado con una línea azul en cada uno de los lados.
Las formas de llevar la orden para cada una de las clases eran las siguientes:
|                            |                            |                            |
| Pasadores de la orden      |                            |                            |
| Caballero de tercera clase | Caballero de segunda clase | Caballero de primera clase |

## Grandes maestres de la Orden
- Francisco I, Emperador de Austria, 1816–1838
- Fernando I, Emperador de Austria, 1838–1848
- Francisco José I, Emperador de Austria-Hungría, 1848–1916
- Carlos I, Emperador de Austria-Hungría, 1916–1918